# Mancasellus macrourus
Mancasellus macrourus är en kräftdjursart som beskrevs av Garman 1890. Mancasellus macrourus ingår i släktet Mancasellus och familjen sötvattensgråsuggor. Inga underarter finns listade i Catalogue of Life.